# Szkoła przy ul. Cegielskiego 1 w Poznaniu
Szkoła przy ul. Cegielskiego 1 (Zespół Szkół Mistrzostwa Sportowego, Poznańska Szkoła Chóralna Jerzego Kurczewskiego, dawniej żeńska I Volksschule, Pestalozzischule oraz chłopięca II Volksschule, Comeniusschule) – zespół zabudowań szkolnych, zlokalizowanych w Poznaniu, na Grobli, przy ul. Cegielskiego 1.

## Architektura i historia
Dwa bliźniacze budynki (chłopięcy i dziewczęcy, każdy po 20 klas) oraz stojącą w środku salę gimnastyczną wybudowano w latach 1902-1904, według projektu Felixa Moritza (miejskiego inspektora budowlanego), pod nadzorem Heinricha Grüdera. Współpracowali w tym dziele Karl Roskam, Otton Meister i Eugen Seidel. Zespół stanowi kompromis między założeniem typu koszarowego i pawilonowego. Nawiązuje do budownictwa gotyku. Całość wykończono cegłą licową z glazurowanymi, zielonymi kształtkami i niewielkimi fragmentami pokrytymi jasnym tynkiem. W sali gimnastycznej umieszczono także pomieszczenia do lekcji gospodarstwa domowego. Również dziedzińce nie były koedukacyjne – północny przeznaczono dla chłopców, a południowy dla dziewcząt. Z boku postawiono niewielki budynek toalet i dom dla woźnego. Pierwotnie wszystkie obiekty dydaktyczne miały zostać połączone łącznikami, ale ze względu na koszty zamierzenia tego nie wprowadzono w życie.
Polska szkoła zaczęła działać w tym miejscu 8 maja 1919, a 1 maja 1920 otrzymała imię Władysława Jagiełły. Po okresie okupacji hitlerowskiej, szkoła została otwarta 3 września 1946. Zespół Szkół Mistrzostwa Sportowego został powołany w 1984, jakkolwiek szkoła już we wcześniejszych dekadach przejawiała silne zainteresowanie tendencjami sportowymi. Obecnie Zespół Szkół Mistrzostwa Sportowego znajduje się na os. Tysiąclecia 43, a w budynkach przy ul. Cegielskiego działa Chrześcijańska Szkoła Podstawowa oraz Gimnazjum im. Króla Dawida i Prywatne Liceum Ogólnokształcące dla dorosłych "Twoja Szkoła".
Szkoła chóralna funkcjonuje w tym miejscu od 1968, po wcześniejszej tułaczce po kilku obiektach. Do 1992 dyrektorem placówki był Jerzy Kurczewski. Od 1993 szkoła nosi imię Jerzego Kurczewskiego.
W 2014 roku Zespół Szkół Mistrzostwa Sportowego został przeniesiony do budynków po Gimnazjum nr 25 na Osiedlu Tysiąclecia, a w jego miejsce przeniosło się VIII Liceum Ogólnokształcące im. Adama Mickiewicza z ul. Głogowskiej.
Równocześnie z przenosinami liceum przeniesiony został z ul. Głogowskiej obelisk upamiętniający Adama Mickiewicza, który obecnie stoi przed budynkiem szkoły przy ul. Hipolita Cegielskiego.

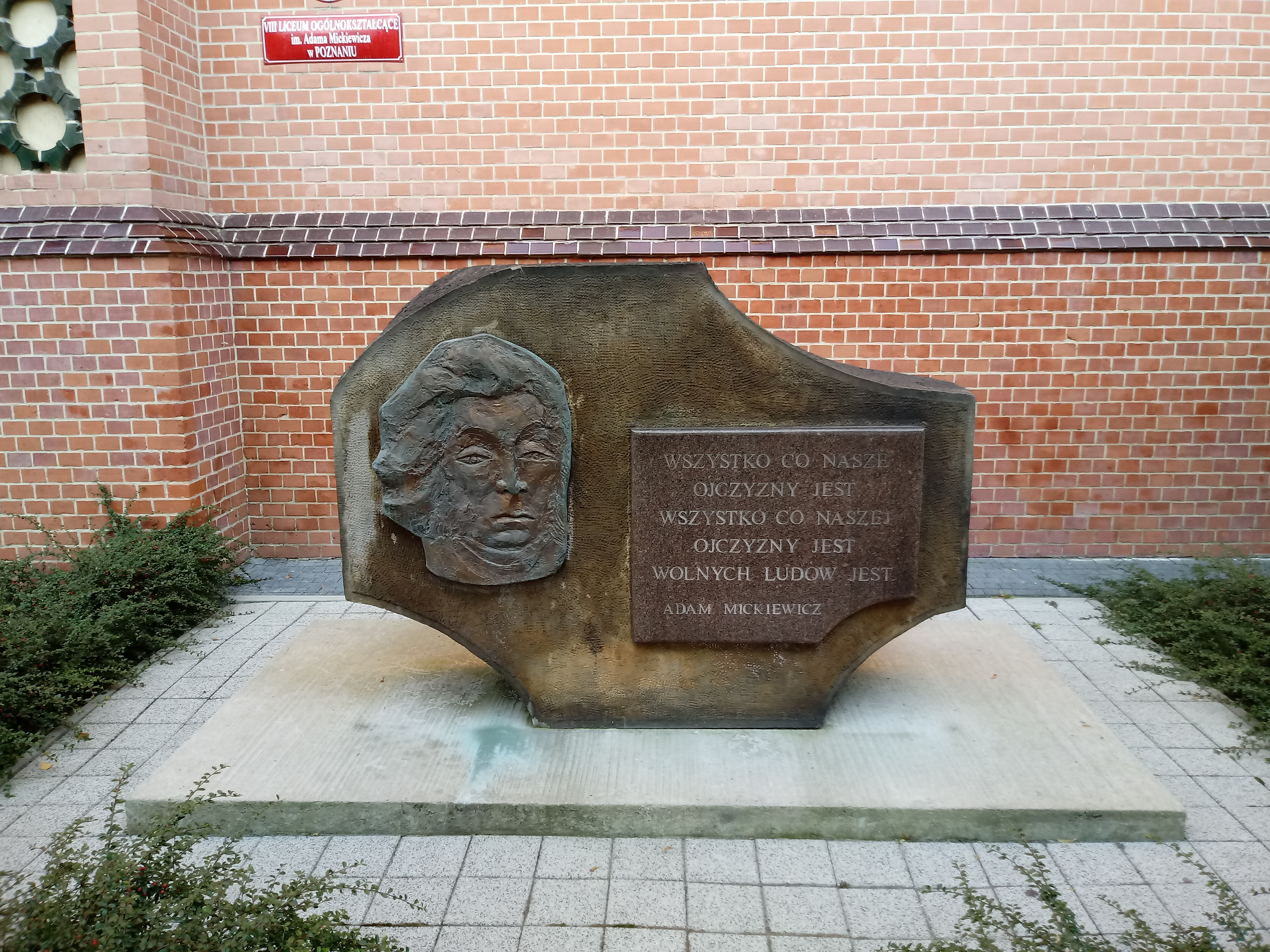
Obelisk upamiętniający Adama Mickiewicza przed budynkiem VIII Liceum Ogólnokształcącego jego imienia

## Wychowankowie
Do uczniów szkoły sportowej należeli: Artur Wojdat, Mariusz Walkowiak, Rafał Szukała, Karolina Słota, Karolina Bułat, Izabella Bukowska, Eliza Białkowska, Małgorzata Chojnacka, Aneta Szulc i Małgorzata Wojtkowiak.

## Sąsiedztwo
W pobliżu szkoły położone są następujące obiekty: Wstęga Warty, most św. Rocha, Wielkopolskie Centrum Onkologii (z kantorem Cegielskiego), plac Bernardyński i skwer Łukasiewicza.